# Musique araméenne
La musique araméenne (en araméen : ܙܡܪܘܬܐ ܐܪܡܝܐ) est la musique historiquement pratiquée par les Araméens ou aujourd'hui par leurs descendants en araméen. Elle comprend notamment les chants traditionnels, religieux et liturgiques araméens.
Les juifs locuteurs de l'araméen originaires du Kurdistan ont notamment participé à la production de nombreuses oeuvres musicales à succès en araméen.
La musique araméenne contient certains modèles rythmiques spécifiques qui sont populaires, à l'image de la musique latine.
Un festival de la musique araméenne, premier festival international de la musique araméenne, a été mis en place en 2008 dans le village syriaque de Tannourine dans le Mont Liban, au Liban.

## Œuvres et artistes
Un certain nombre de chanteurs et musiciens pratiquent ou ont pratiqué la musique araméenne, sous forme traditionnelle ou moderne, tels que le chanteur Jean Karat, l'un des plus grands et des plus influents artistes des temps modernes en musique araméenne, la chanteuse Abeer Nehme qui chante des musiques religieuses issues des traditions syriaque-maronite, syriaque-orthodoxe et byzantine,, ou encore le musicien Jordi Savall dans son livre-album Jérusalem - La ville des deux paix,, qui retrace 3200 ans d'histoire de la ville sainte en musique.